# Geloux
 Geloux  (en occitano Gelós) es una población y comuna francesa, situada en la región de Aquitania, departamento de Landas, en el distrito de Mont-de-Marsan y cantón de Mont-de-Marsan-Nord.

## Demografía
| 484 | 420 | 421 | 421 | 459 | 511 |
| Para los censos de 1962 a 1999 la población legal corresponde a la población sin duplicidades (Fuente: INSEE [Consultar]) |     |     |     |     |     |

## Hermanamientos
- Luesia, España